# Andreas Ulmer
Andreas Ulmer, född 30 oktober 1985, är en österrikisk fotbollsspelare som spelar för Red Bull Salzburg. Sedan 2009 representerar han även Österrikes landslag.